# Хабаров, Иван Иванович

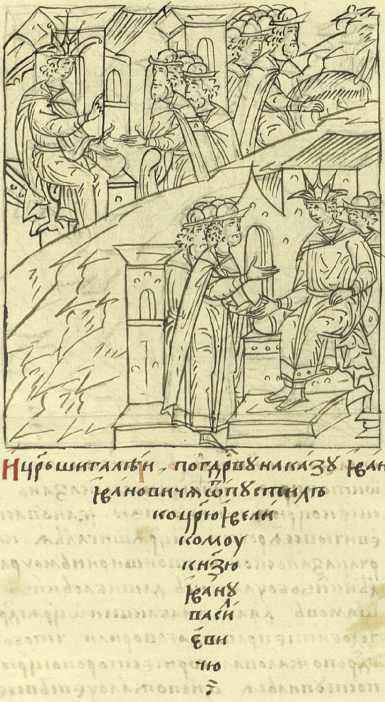
Шах — али отпускает Ивана Ивановича Хабарова к Ивану IV

Иван Иванович Хабаров-Симский (ум. 1583) — воевода и боярин, младший из двух сыновей московского воеводы и боярина Ивана Васильевича Образцова-Хабара-Симского и Евдокии Владимировны Ховриной, дочери казначея Дмитрия Владимировича Ховрина-Овцы.

## Биография
В июле 1535 года Иван Хабаров стоял вторым воеводой сторожевого полка в Коломне; в сентябре «по стародубским вестем» снова был отправлен в Коломну на ту же должность.
В феврале 1536 года — третий воевода «в Новегороде в Нижнем… з городом». В марте в связи с тем, «что казанские люди начевали от города за 10 верст на Елне», был назначен вторым воеводой в полк левой руки. В июле 1537 года ходил под Коломну со сторожевым полком третьим воеводой. В августе 1538 года — второй воевода в Серпухове.
В январе 1542 года Иван Иванович Хабаров подвергся аресту и был отправлен в тюрьму князем Петром Ивановичем Шуйским как сторонник боярина князя Ивана Фёдоровича Бельского. Летом 1543 года — первый воевода в Нижнем Новгороде.
В 1547 году, во время похода царя Ивана Грозного к Коломне против крымских татар, И. И. Хабаров был оставлен в Москве с удельным князем Юрием Васильевичем Углицким, младшим братом царя. В 1548 году «с крещения Христова в Смоленску годовал» наместником.
В 1550 году «з Дмитриева дни … как царь и великий князь ходил на своё дело и на земское х Козани», Иван Хабаров командовал сторожевым полком под Коломной, защищая тылы русской армии от внезапного нападения крымских татар. В апреле 1551 года «царь и великий князь приговорил поставити город на Свияжском городище посылал х Казани Шигалея царя [хана Шах-Али], а с ним бояр свих и воевод: и город тогды поставили. А с царем Шиголеем» был в сторожевом полку И. И. Хабаров.
В сентябре 1552 года Иван Иванович Хабаров участвовал в осаде Казани: «царь и великий князь велел бояром и околничим ездити круг города по полком береженья для, а росписал их по ночом».
В декабре 1553 года «царь и великий князь пожаловал Смоленском боярина Ивана Ивановича Хабарова, а наехал на рождество Христово». Продолжал служить там и в 1554 году до июля наместником. В 1555 году во время царского похода к Серпухову и Туле в связи с Судбищенской битвой И. И. Хабаров был оставлен среди прочих бояр и воевод охранять Москву и царскую семью с младшим братом царя.
Позднее И. И. Хабаров принял монашество и жил в Кирилло-Белозерском монастыре. Здесь он вызвал гнев царя Ивана IV своим неблагочестием и в знаменитом царском послании настоятелю этой обители удостоился эпитетов «дурак и упырь». По сведениям А. М. Курбского, впрочем, некоторыми исследователями оспариваемым, его родовое имущество разграбили в годы опричнины или несколько позже, а сам он вместе с сыном был убит.
Согласно исследованиям историка С. Б. Веселовского, Иван Иванович Хабаров в 1578 году постригся в монахи под именем Ионы, его жена Ульяна постриглась под именем Ефросиньи. В 1583 году он скончался, приняв схиму под именем Иосафата. Единственный их сын Фёдор Иванович Хабаров (ум. 1577/1578) служил стольником и рындой в конце правления Ивана Грозного. По распоряжению своего отца Фёдор передал родовые вотчины во владение Троицкому и Суздальскому монастырям.
Федор Иванович Хабаров упоминается во 2-м томе романа П. И. Мельникова-Печерского «На горах» (т.2, гл.3) как последний представитель рода и основатель некоего Княж-Хабарова Спасского монастыря где-то в Поволжье. На самом деле такого монастыря нет.